# Таємничий поїзд (фільм, 1931)
Таємничий поїзд (англ. The Mystery Train) — американський детективний фільм, мелодрама режисера Філа Вітмана 1931 року.

## Сюжет
Група пасажирів потрапили до таємничого поїзда і тут починають відбуватися дивні речі.

## У ролях
- Гедда Гоппер — місіс Маріан Редкліфф
- Марселін Дей — Джоан Лейн
- Нік Стюарт — Рональд Стенговп
- Браянт Вошберн — Вільям Мортімер
- Аль Кук — наречений
- Мері МакЛарен — медсестра
- Керол Тевіс — наречена
- Джозеф В. Джирард — шериф
- Спек О’Доннелл — Кедді
- Едді Фетерстон — Арчі Бенсон